# Песме (књига Агате Кристи)
Песме је друга од две збирке поезије књижевнице Агате Кристи. Прва је Пут снова из јануара 1925. Књига је објављена у октобру 1973, у исто време када и роман Залеђе судбине, њено последње дело.
Књига је подељена у два тома, при чему је први део, који заузима више од половине књиге, назван Том I и наведено је на страници о ауторским правима као репринт садржаја Пута снова (погрешно датиран у 1924), међутим постоји неколико разлика између ове две публикације.
Остатак публикације из 1973. под називом II том је, као и његов претходник, подељен у четири сегмента:
- Ствари
- Места
- Љубавне песме и други
- Стихови данашњице

Једна од песама у низу Љубавне песме и друге носи наслов o M.E.L.M. in Absence. Песма је посвећена другом мужу књижевнице Макс Малован. Није познато када је песма написана, међутим једино дуже одсуство које су брачни пар икада претрпели било је у Другом светском рату када је Макс послат у Египат са Британским саветом у фебруару 1942. и након неколико година и различитих службовања на северу. Африке, да би се вратио кући тек маја 1945. Аутобиографија Агате Кристи и њена званична биографија не говоре о томе да ли песма датира из овог периода или не.
Remembrance, још једна песма у истој секвенци, је песма о губитку вољене особе и поново је штампана у малом истоименом том од шеснаест страница 1988. године од стране Souvenir Press са илустрацијама Ричарда Алена ( 0-285-62876-3 ) Следеће године, Souvenir Press је објавио још једну песму из збирке Мој цветни врт, поново у малом издању на шеснаест страница са илустрацијама Ричарда Алена ( 0-285-62888-7).

## Историја публикације
- 1973, William Collins and Sons (London), October 1973, Hardcover, 124 pp  0-00-211681-2
- 1973, Dodd, Mead and Company (New York), Hardcover, 124 pp  0-396-06859-6
- 1996, Bantam Books, Hardcover, 182 pp,  0-553-35103-6